# 滑板車

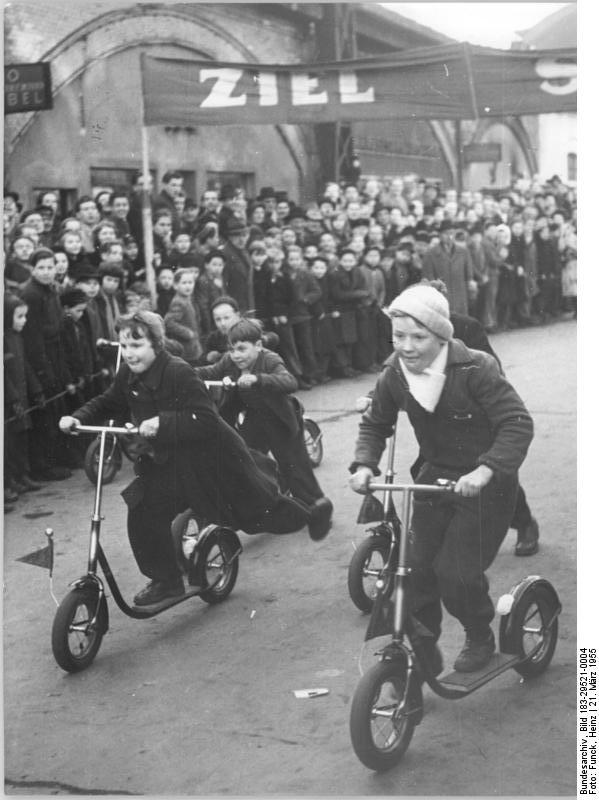
1955年，德国柏林的孩子在玩滑板车

滑板车是一个拥有两个或者更多轮子的小平台，依靠使用者蹬踏地面前进。如今最常见的滑板车有两个轮子，为了轻便主要由铝制成。还有些滑板车有3个或4个轮子，有些由塑膠制成，有些更大，有些不能折叠等。有些为了杂技表演而给成人制作的滑板车有点像前轮大后轮小的旧式自行车。

## 历史

### 早期滑板车
至少100年前，原始滑板车就已经在工业化城市手工制作了。一种常见的手工制作的滑板车是在一块板子底下装上滾軸溜冰鞋的轮子，再安上把手，依靠倾斜身体或者由第二块板子连接的简陋的枢轴来操控方向，由木头制成，有3-4英寸（75-100毫米）的车轮和钢滚珠轴承。这种结构的另外一个“优点”是噪音很大，像一辆“真正”的车。另一种结构是把一个金属溜冰鞋分成前后两部分，中间由木质横梁连接。

### 铝制滑板车

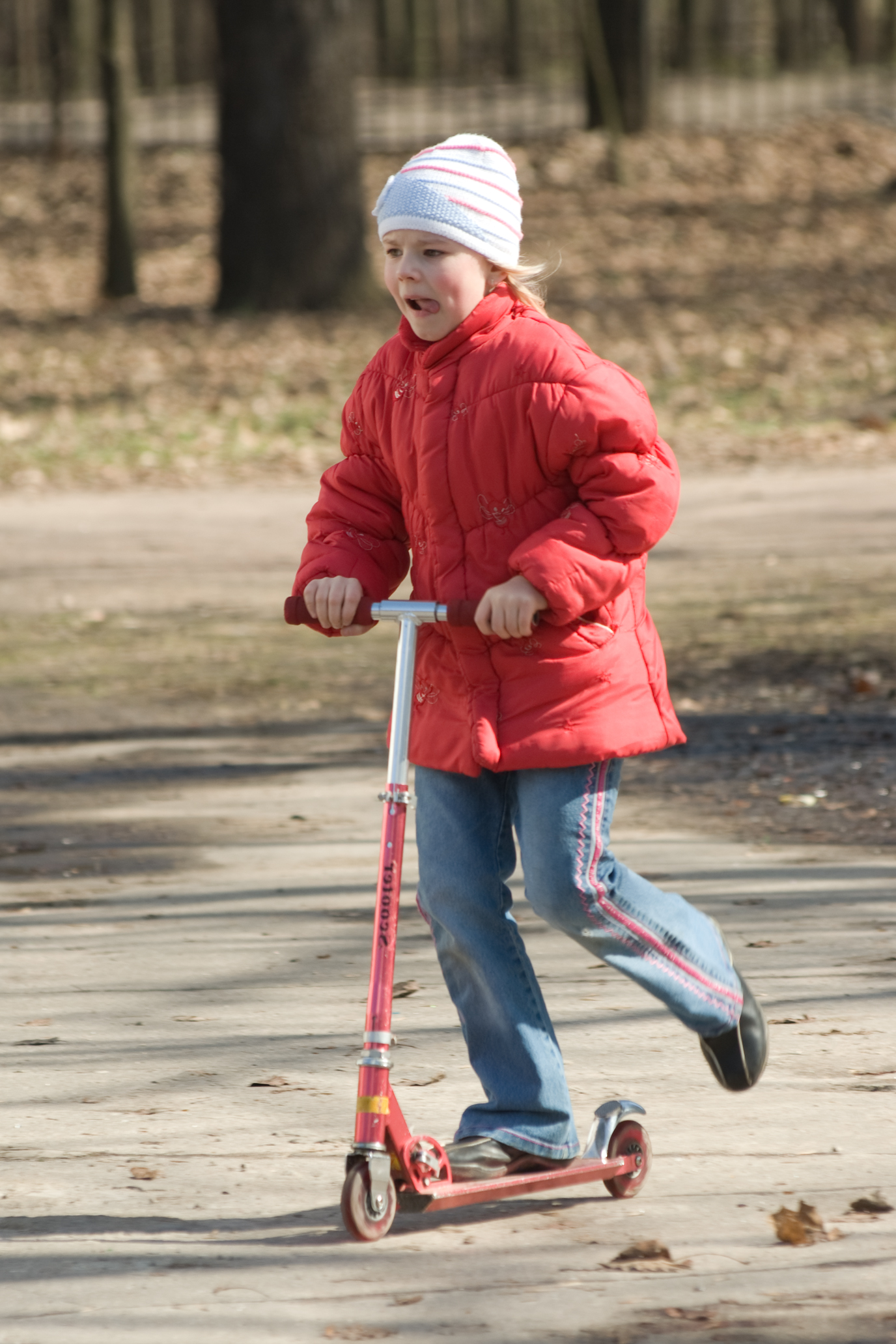
孩子在玩小号可折叠滑板车

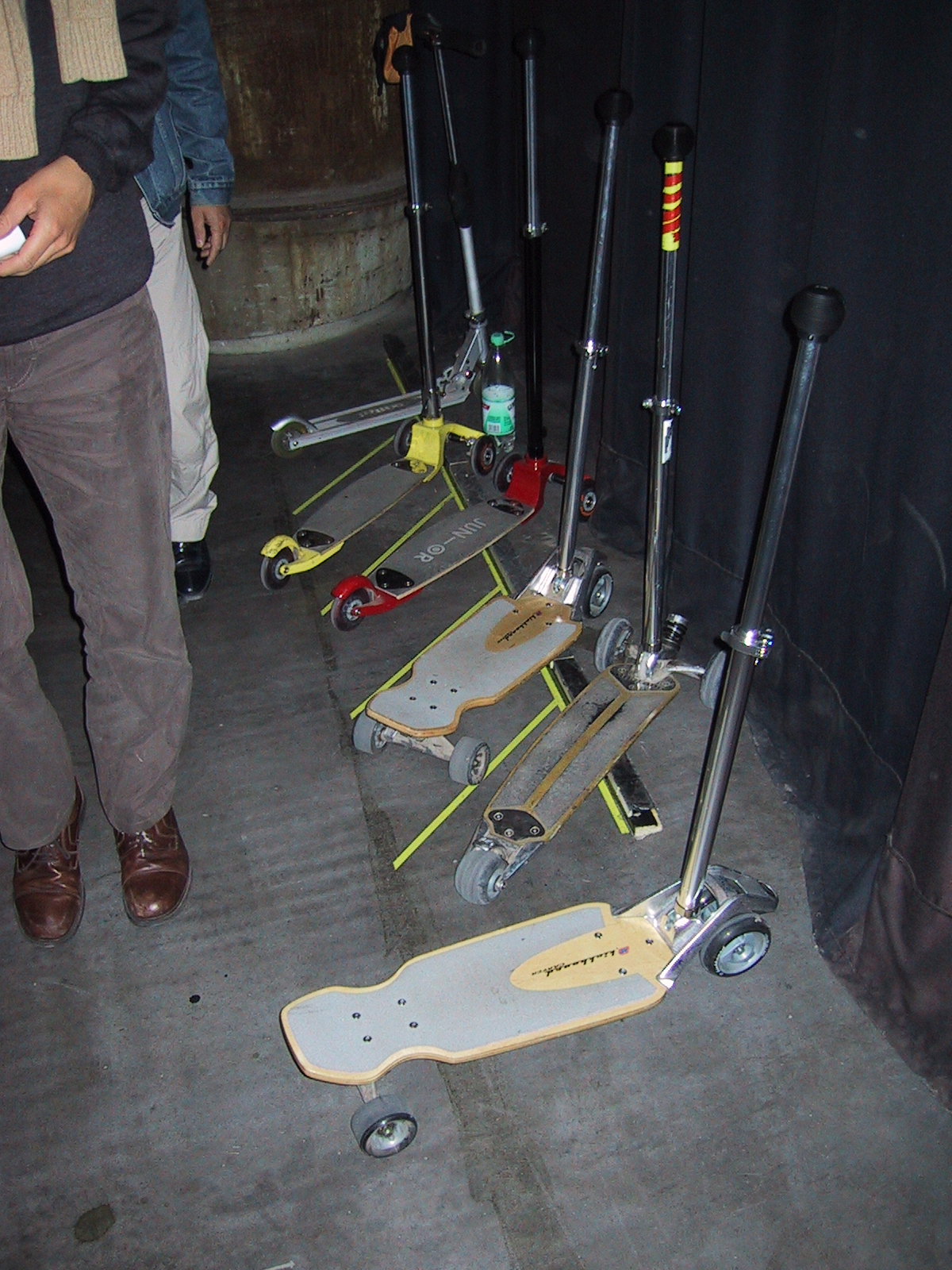
成人用的大号踏板

在1990年代末，一种更时尚、更窄的可折叠滑板车由瑞士Micro Original Scooters and kickboards （页面存档备份，存于）公司的维姆· 欧波特（Wim Ouboter）发明。.  Ouboter用鋼製的小型輕型踏板車製造了一種微型機動車。.  JD公司總裁Gino Tsai用飛機鋁發明了Razor Scooter。 他用這輛踏板車在他的台灣自行車廠裡四處走動檢查他的產品。1998年夏天，他把踏板車帶到了芝加哥的一個會議上。 Sharper Image Corp.訂購了4,000台。滑板车在日本变得广为流行。1999年到2000年，滑板车在美国开始流行，出现了各种各样的颜色和款式。流行品牌包括Razor和Micro牌.  Carlton Calvin與Robert Chen和Gino Tsai(滑板車的發明者)合作創辦了Razor USA並於2000年開始在全球推廣Razor踏板車.  Razor擁有滑板車技術專利，並開始起訴模仿競爭對手並在20起訴訟中贏得20次法庭勝利。.  它们现在仍在生产，深受儿童和用滑板车进行特技表演的缝隙市场的年轻人喜爱。

## 样式

### “成人”折叠滑板车
为成人设计的可折叠滑板车，为了更方便实用，往往会更加耐用，有更宽和更长的踏板，更大的轮子以及刹车装置。例如Xootr，拥有180毫米（7.1英寸）的轮子和为大人设计的踏板。

### 大轮滑板车
竞技用的滑板车使用自行车轮，而且不可折叠。有些是为了实用目的在人口稠密的城市地区使用，速度比折叠踏板车快，比自行车方便。有些是为了越野使用。流行品牌包括Sidewalker和Diggler。1994年芬兰踢腿自行车 的出现改变了人们对这种车的看法。踢腿自行车有一个大的标准尺寸的自行车前轮和小得多的后轮，骑得更快。
除了代步、体育比赛和越野使用，大轮滑板车很适用于Dog scootering——一只或一群例如爱斯基摩犬的狗像在雪地上拉雪橇一样推着滑板车前进。如今，可以见到许多与滑板车涉及类似的“滑板雪橇”，例如Kickspark。

### 三轮滑板车
三轮滑板车英文统称three wheels scooter或three wheels kick scooter指的是拥有三个轮子且具有滑行功能的滑板车，是相对独轮车、两轮滑板车、四轮滑板车等产品而言，也泛指所有具有三个轮子的滑板车，其中包括普通的儿童三轮滑板车（需要脚蹬地滑行）、活力车、蛙车、搖擺滑板車、龙行车、双踏滑板车，而後述這些皆為雙踏板設計，不需特別蹬地滑行。

### 四轮滑板车
2006年，一家名为Nextsport开始生产四轮滑板车，被称为Fuzions。Fuzions比Razor和Micro更大更重。早期的Fuzion有更大，更宽的轮子以及非常大的踏板。与其前身不同，后来滑板车，如Fuzion NX，有更小、更坚固的车轮和能够360度旋转的车把。
少数情况下，自由式滑板车骑手将标准的铝制滑板车改装为四轮滑板车。俄罗斯的Timur Mamatov是第一个这么做的。这种改装滑板车的方法并没有流行起来。

## 与自行车比较
不同于滑板车，自行车有座椅和传动系统，这使得自行车更快、更贵、更重、更大。使用之后，折叠踏板车比折叠自行车甚至便携式自行车更容易折叠并放进家里。即使是一个非折叠滑板也更容易放进拥挤的地方，因为它没有踏板这种突起的部件。因此，自行车适用于长的旅程和开阔的空间，而滑板车适用于短的旅程和拥挤的空间。滑板车很少有行李架，所以车手通常用背包或其他的袋子来携带货物。
低速时踩着踏板控制自行车是很难的，这就是骑自行车的人在交通拥挤或者其他无法高速骑车的时候需要蹬地面的原因。由于低速时相当的稳定，许多人行道上可以骑滑板车而不可以骑自行车。

## 法規
中華人民共和國於2018年11月開始執行一條行政法規，電動滑板車、滑板車、類似平衡車等車輛若開上路，將一律沒收並罰款。法規定這些工具既不属于机动车，也不属于非机动车，所以禁止出現在路上。《北京市实施中华人民共和国道路交通安全办法》（11月1日开始施行）第九十条规定：“在道路上使用动力装置驱动的平衡车、滑板车等器械的，公安机关交通管理部门可以扣留器械，处200元罚款。”
交管部门表示這些平衡车輛規格五花八門，沒有汽機車般統一技術規格標準，是廠商任意設計組裝，普遍沒有夜間反光和照明，有的有動力可達時速二三十公里卻又沒有剎車，穿行於車道和人行道自由上下穿梭，交通事故多，交警也無法外觀分辨有無動力，所以一律取締，此外滑板、滑轮、旱冰鞋等滑行裝置若出現在路上也在此法規取締範圍。